# Afrogamasellus latigynia
Afrogamasellus latigynia är en spindeldjursart som beskrevs av Hurlbutt 1974. Afrogamasellus latigynia ingår i släktet Afrogamasellus och familjen Rhodacaridae. Inga underarter finns listade i Catalogue of Life.